# Wellingborough
Wellingborough er en by i North Northamptonshire unitary authority (købstadskommune), oprettet 1. april 2021 ved sammenlægning af fire kommuner, og indtil 31. marts i Wellingborough-distriktet, Northamptonshire, England, som havde et indbyggertal (pr. 2015) på 51.003. Distriktet havde et befolkningstal på 78.191 (pr. 2015). Byen ligger 96 km fra London. Den nævnes i Domesday Book fra 1086, hvor den kaldes Wedlingeberie / Wendle(s)berie.